# Georgi Kostadinow (Boxer)
Georgi Charalampiew Kostadinow (auch Georgi Haralampiev Kostadinov geschrieben, bulgarisch Георги Харалампиев Костадинов; * 16. Januar 1950 in Burgas) ist ein ehemaliger bulgarischer Boxer. Er wurde 1972 Olympiasieger im Fliegengewicht und ist der erste bulgarische Olympiasieger im Boxen.

## Boxkarriere
Kostadinow trainierte in der Boxabteilung von Tschernomorez Burgas und später ZSKA Sofia, sein Trainer war Wasil Kostow. Er wurde 1969 erstmals Bulgarischer Meister bei den Erwachsenen und gewann 1970 eine Bronzemedaille bei der Junioren-Europameisterschaft (U21) in Miskolc.
1971 war er Viertelfinalist der Europameisterschaft in Madrid und gewann 1972 die Balkanmeisterschaft in Ankara.
Sein größter Erfolg war der Gewinn der Goldmedaille im Fliegengewicht bei den Olympischen Sommerspielen 1972 in München. Er besiegte dabei Jan Balouch aus Pakistan (TKO), Chris Ius aus Kanada (5:0), Calixto Pérez aus Kolumbien (3:2), Leszek Błażyński aus Polen (5:0) und Leo Rwabwogo aus Uganda (5:0). Es handelte sich um die bis dahin fünfte bulgarische Olympiamedaille im Boxen und um den ersten Olympiasieg eines bulgarischen Boxers überhaupt. Die nächsten bulgarischen Olympiasieger im Boxen wurden 1980 Petar Lessow, 1988 Iwajlo Marinow und 1996 Daniel Petrow.
1974 gewann er die Silbermedaille bei der Balkanmeisterschaft in Constanța und startete bei den Olympischen Sommerspielen 1976 in Montreal. Nach einem Sieg gegen den Südkoreaner Kim Jeong-cheol (5:0), verlor er im Achtelfinale gegen den Venezolaner Alfredo Pérez.
Nach seiner Wettkampfkarriere wurde er Trainer und Sportlehrer in Burgas.